# Людмілувка
Людмілувка (пол. Ludmiłówka) — село в Польщі, у гміні Дзешковиці Красницького повіту Люблінського воєводства.
Населення — 590 осіб (2011).

## Демографія
Демографічна структура станом на 31 березня 2011 року:
|          | Загалом | Допрацездатний вік | Працездатний вік | Постпрацездатний вік |
| -------- | ------- | ------------------ | ---------------- | -------------------- |
| Чоловіки | 293     | 72                 | 186              | 35                   |
| Жінки    | 297     | 61                 | 166              | 70                   |
| Разом    | 590     | 133                | 352              | 105                  |